# Hestia Giustiniani

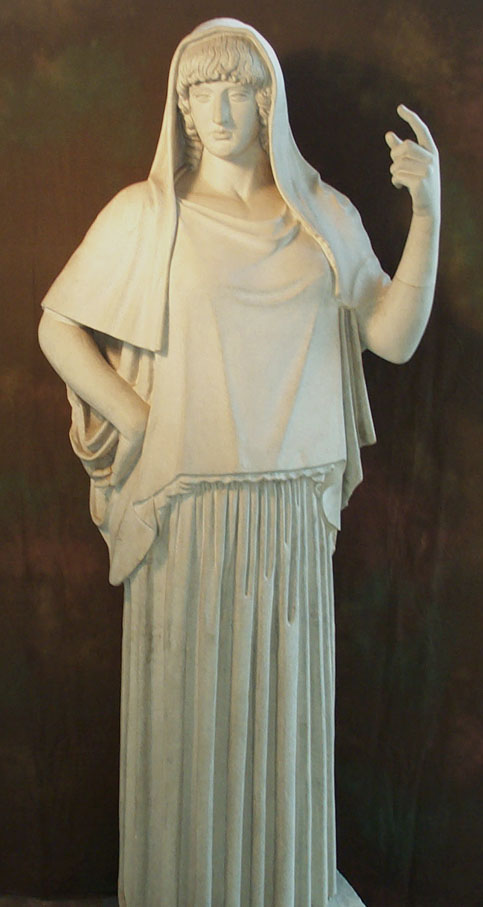
Hestia Giustiniani.

Hestia Giustiniani är en antik marmorskulptur av en kvinna som förvaras i Museo Torlonia i Rom. Den tillhörde förut markis Vincenzo Giustiniani, efter vilken den har fått sitt namn. 
Skulpturen avbildar en kvinna som står rakt upp, med ena handen på höften och den andra pekande mot himmelen, med huvudet vänt åt ena hållet. Hon är klädd i en enkel veckad peplos med en slöja lagd över håret.
Motivet har traditionellt identifierats med gudinnan Hestia (som motsvaras av Vesta i den romerska mytologin). Huruvida den verkligen föreställer Hestia är obekräftat. Det finns nästan inga skulpturer från antiken som klart och tydligt kan identifieras som Hestia, och nutida forskare brukar därför gardera sig genom att helt enkelt kalla tänkbara statyer av henne som 'peplosbärare'.
Statyn bedöms vara en romersk kopia från kejsar Hadrianus regeringstid av ett grekiskt original i brons från cirka 470 f.Kr. Den har utpekats som ett exempel på den tidiga klassiska stränga stilen. Den är det enda kända exemplet på en grekisk staty av den tidigklassiska stilen som reproducerats i romerska kopior av mänsklig storlek; det var mycket vanligt att kopiera grekiska statyer i Rom, men romarna föredrog normalt sett grekiska skulpturer ur den sena klassiska stilen eller den hellenistiska stilen, inte den tidiga klassiska. Statyn är känd från 1630-talet, när den är dokumenterad som en del av familjen Giustinianis samling i Palazzo Giustiniani.